# Теогонија
Теогонија (грч. Θεογονία) је Хесиодов митолошки еп написан у 1022 хексаметра. Теогонија у преводу значи "постанак богова", а уз Хомерове „Одисеју” и „Илијаду”, „Теогонија” је најстарији извор грчке митологије.
Теогонија је прва грчка митолошка синтеза која расправља о постанку света и родослову богова и објашњава порекло богова. Хесиод у свом епу покушава афирмисати Зевса који је победом над Титанима постао највише и највеће божанство - свемогући чувар истине и правде.
Овај еп је синтеза великог броја грчких традиција о боговима, која говори како су настали и како су успоставили трајну контролу над космосом. 

## Теогонија

### Увод у Теогонију
Хесиод је, на самом почетку епа описао како су га, посетиле Музе док је он чувао, у густој магли, своје стадо на Хеликону. Музе су га подстакле да пише и у њему пробудиле песника, као и да су оне те које су га овенчале ловоровим венцем - венцем славе и успеха.
У свом другом епу „Послови и дани” он помиње овај догађај и то приликом победе на такмичењу песника. Као победник у песништву, Хесиод је, као награду добио троножни котао, који је он посветио музама са Хеликона. У овом епу, Хесиод започиње неку врсту књижевне полемике, јер на алегоријски начин напада писце тог времена који пишу неистину.
„Говор муза је често неистина под привидом истине, мада понекад има и истине и то оне праве.“